# گرده تپه
گرده تپه مربوط به عصر آهن است و در شهرستان مشگین‌شهر، بخش ارشق، دهستان ارشق مرکزی، روستای برگ چای واقع شده و این اثر در تاریخ ۱۲ دی ۱۳۸۶ با شمارهٔ ثبت ۲۰۳۲۰ به‌عنوان یکی از آثار ملی ایران به ثبت رسیده است.